# Tucson
Tucson o Tucsón (en español pronunciado [tukˈson], [ˈtukson], y en inglés /ˈtuːsɒn/) es una ciudad ubicada en el condado de Pima, en el estado estadounidense de Arizona. Es una de las principales ciudades del Cinturón del Sol y la más poblada del sur de Arizona. También es la segunda ciudad en tamaño después de Phoenix y la principal dentro del área de La Mesilla. Es sede de la Universidad de Arizona. En el Censo de 2010 tenía una población de 520 116 habitantes y una densidad poblacional de 884.53 personas por km².
La ciudad descansa dentro de un valle de casi 1300 kilómetros cuadrados, rodeada por cinco cordilleras prominentes, tres con cimas que se aproximan o rebasan los 2700 metros de altura. El panorama urbano de la ciudad de Tucsón se caracteriza por las sierras que rodean a la ciudad.  Muy cerca de la ciudad se ubica la sierra de Santa Catalina al norte, la sierra del Rincón al este y la sierra de Tucsón en el lado occidental. Un poco más alejada se encuentra la sierra de Santa Rita, que domina la vista sur de la ciudad.

## Toponimia
El topónimo Tucsón proviene de la palabra española de origen pápago Cuk Ṣon, pronunciado [tʃʊk ʂɔːn], que significa al pie de la montaña del manantial negro, en referencia a un pico volcánico próximo. Llega al castellano en el año 1776, con la fundación del presidio de San Agustín del Tucsón. Posteriormente, con la venta de la Mesilla, la ciudad pasa a dominio estadounidense y por ende al idioma inglés.

## Historia
Tucsón está ubicada en medio de un asentamiento indígena de 10 mil años y se distingue por ser la región habitada continuamente más antigua del hemisferio norte. Su clima es seco y también se distingue por ser una ciudad atractiva. 
El misionero jesuita Eusebio Francisco Kino visitó el valle del río Santa Cruz en el año 1692 y fundó la misión de San Xavier del Bac en el año 1700, a unos 12 km río arriba del asentamiento actual de Tucsón. Un convento separado se fundó río abajo del río Santa Cruz, cerca de lo que hoy se conoce como montaña "A". Posteriormente Hugo O'Conor, al mando de milicias españolas, estableció una fortificación que se denominó Presidio Real de San Agustín del Tucsón el 20 de agosto de 1775 (cerca de la corte de apelaciones del condado de Pima). Durante el periodo del imperio español, Tucsón era azotado por frecuentes ataques de los indios Apaches en lo que se conoció como Segunda Batalla de Tucsón. Sucesivamente el pueblo se denominó Tucsón y pasó a formar parte de México a partir de la independencia de España en el año 1821.
En 1853 la población fue comprada por los EE. UU. a la Segunda República Federal (México). Se unió junto con el Territorio Confederado de Arizona a los Estados Confederados de América en marzo de 1861, pero el 20 de mayo de 1862 fue ocupada por tropas de la Unión provenientes de California. Fue la capital del Territorio de Arizona entre 1867-1877.
En la época del territorio de Nuevo México y a inicios de la formación del estado, Tucsón era la principal ciudad de Arizona y su centro comercial, mientras que Phoenix era la sede del gobierno (desde 1889) y de la agricultura. La creación del aeropuerto municipal de Tucsón aumentó la importancia de la ciudad. Entre los años 1910 y 1920 la ciudad de Phoenix sobrepasó en población a Tucsón y continuó manteniendo tasas mayores de crecimiento. En los últimos años, tanto Tucsón como Phoenix han experimentado las tasas más altas de crecimiento en los Estados Unidos.
Aún se le llama el Pueblo Viejo por el presidio de adobe que en un principio delineaba sus fronteras. Con el paso de tres siglos, Tucsón, considerada la mejor ciudad de Estados Unidos, ha evolucionado de su pasado en el que fue un puesto militar español, después un polvoriento pueblo fronterizo, posteriormente una central de ferrocarriles de la época territorial, siendo en la actualidad una ciudad madura reconocida como una de las zonas de mayor crecimiento en los Estados Unidos.

## Artes y cultura

### Murales
Tucson es una ciudad con mucha cultura de arte. Muchos edificios en Tucson tienen murales. La ciudad hizo un proyecto con artistas locales. El “Tucson Mural Project” es una colaboración entre la Ciudad de Tucson y Tucson Art Brigade. Este proyecto fue creado en un intento para reducir grafitis, aumentar expresiones artísticas, mejorar paredes de edificios y consolidar la relación de la comunidad. 
Las temas de los murales reflejan la vida en Tucson. Muchos de los murales representan cultura de México y las vidas de los inmigrantes. Otros murales representan la cultura e historia de Tucson. El desierto circundante es un tema recurrente con muchos murales con pinturas de cactus y el sol. 
Entre los artistas más notables de los murales están Joe Pognac, Ignacio García, Rock Martínez, Lalo Cota y Jessica González. Sus obras incluyen Las Ballenas, The Little One, Goddess of Agave, y más. El proyecto de murales de Tucson promueve artistas de todos los orígenes y raíces para crear arte en la ciudad.

### Herencia del Lejano Oeste
El folklore conocido como "western" se encuentra arraigado en el sur de Arizona. Aquí fue donde gente como Wyatt Earp y Ike Clanton se dieron cita para el duelo en el O.K. Corral. En donde la Caballería de los Estados Unidos combatió contra Gerónimo y Cochise, y donde Hollywood diseñó su propia versión del Lejano Oeste.

### Música
El nombre de la ciudad se menciona en la canción Get Back de la banda británica de rock The Beatles.

## Geografía
Según la Oficina del Censo de los Estados Unidos, Tucsón tiene una superficie total de 588.02 km², de la cual 587.17 km² corresponden a tierra firme y 0.84 km² (0.14 %) es agua.
La altitud promedio de la ciudad es de 817 m s. n. m. Tucsón se sitúa sobre una llanura aluvial en el desierto de Sonora, rodeada por cinco sierras menores: la sierra de Santa Catalina y la sierra de las Tortolitas al norte, la sierra de la Santa Rita al sur, la sierra del Rincón al este y la sierra de Tucsón al oeste. La máxima elevación de la sierra de Santa Catalina se ubica en el monte Limón a unos 2791 m, lo que lo convierte en el punto más al sur para esquiar en el territorio continental de Estados Unidos de América, mientras que la sierra de Tucsón llega a los 1429 m del pico Wasson Peak. El punto más alto del área es el Pico Wrightson, el cual se encuentra en la sierra de la Santa Rita a unos 2881 m s. n. m.
La ciudad se ubica a orillas del río Santa Cruz, un río perenne que actualmente es un lecho seco para las significativas inundaciones durante la época de lluvias.

## Clima
| Parámetros climáticos promedio de Tucson, Arizona (Aeropuerto Internacional de Tucson), normales 1991–2020, extremos 1894−presente | Parámetros climáticos promedio de Tucson, Arizona (Aeropuerto Internacional de Tucson), normales 1991–2020, extremos 1894−presente | Parámetros climáticos promedio de Tucson, Arizona (Aeropuerto Internacional de Tucson), normales 1991–2020, extremos 1894−presente | Parámetros climáticos promedio de Tucson, Arizona (Aeropuerto Internacional de Tucson), normales 1991–2020, extremos 1894−presente | Parámetros climáticos promedio de Tucson, Arizona (Aeropuerto Internacional de Tucson), normales 1991–2020, extremos 1894−presente | Parámetros climáticos promedio de Tucson, Arizona (Aeropuerto Internacional de Tucson), normales 1991–2020, extremos 1894−presente | Parámetros climáticos promedio de Tucson, Arizona (Aeropuerto Internacional de Tucson), normales 1991–2020, extremos 1894−presente | Parámetros climáticos promedio de Tucson, Arizona (Aeropuerto Internacional de Tucson), normales 1991–2020, extremos 1894−presente | Parámetros climáticos promedio de Tucson, Arizona (Aeropuerto Internacional de Tucson), normales 1991–2020, extremos 1894−presente | Parámetros climáticos promedio de Tucson, Arizona (Aeropuerto Internacional de Tucson), normales 1991–2020, extremos 1894−presente | Parámetros climáticos promedio de Tucson, Arizona (Aeropuerto Internacional de Tucson), normales 1991–2020, extremos 1894−presente | Parámetros climáticos promedio de Tucson, Arizona (Aeropuerto Internacional de Tucson), normales 1991–2020, extremos 1894−presente | Parámetros climáticos promedio de Tucson, Arizona (Aeropuerto Internacional de Tucson), normales 1991–2020, extremos 1894−presente | Parámetros climáticos promedio de Tucson, Arizona (Aeropuerto Internacional de Tucson), normales 1991–2020, extremos 1894−presente |
| Mes | Ene. | Feb. | Mar. | Abr. | May. | Jun. | Jul. | Ago. | Sep. | Oct. | Nov. | Dic. | Anual |
| --- | --- | --- | --- | --- | --- | --- | --- | --- | --- | --- | --- | --- | --- |
| Temp. máx. abs. (°C) | 31.1 | 33.3 | 37.2 | 40 | 43.9 | 47.2 | 45.6 | 44.4 | 43.3 | 39.4 | 34.4 | 29.4 | 47.2 |
| Temp. máx. media (°C) | 19.2 | 20.7 | 24.3 | 28.3 | 33.2 | 38.4 | 37.9 | 37 | 35.1 | 30.2 | 23.9 | 18.6 | 28.9 |
| Temp. media (°C) | 12 | 13.4 | 16.6 | 20.1 | 24.9 | 30.1 | 31.2 | 30.5 | 28.2 | 22.6 | 16.4 | 11.7 | 21.4 |
| Temp. mín. media (°C) | 4.9 | 6.2 | 8.9 | 11.8 | 16.6 | 21.7 | 24.6 | 24 | 21.3 | 15 | 8.8 | 4.7 | 14.1 |
| Temp. mín. abs. (°C) | -14.4 | -8.3 | -6.7 | -2.8 | 0 | 6.1 | 9.4 | 12.8 | 6.1 | -3.3 | -7.2 | -12.2 | -14.4 |
| Precipitación total (mm) | 21.3 | 21.3 | 14.2 | 6.1 | 5.1 | 5.8 | 56.1 | 50.3 | 33.5 | 17 | 14.2 | 24.4 | 269.5 |
| Nevadas (cm) | 0 | 0.3 | 0 | 0 | 0 | 0 | 0 | 0 | 0 | 0 | 0 | 0 | 0.3 |
| Días de precipitaciones (≥ 0.2 mm)                                                                                                 | 4.2 | 4.0 | 3.1 | 1.6 | 1.4 | 1.6 | 8.8 | 8.5 | 4.4 | 2.9 | 2.5 | 4.4 | 47.4 |
| Días de nevadas (≥ 0.2 cm) | 0.1 | 0.1 | 0.0 | 0.0 | 0.0 | 0.0 | 0.0 | 0.0 | 0.0 | 0.0 | 0.0 | 0.0 | 0.2 |
| Horas de sol | 259.9 | 258.2 | 320.7 | 357.2 | 400.8 | 396.9 | 342.7 | 335.6 | 316.4 | 307.4 | 264.4 | 245.8 | 3806 |
| Humedad relativa (%) | 48.4 | 42.7 | 37.0 | 27.0 | 22.0 | 21.1 | 41.6 | 46.6 | 41.7 | 38.4 | 42.7 | 50.0 | 38.3 |
| Fuente: NOAA (humedad y horas de sol 1961–1990)                                                                                    | | | | | | | | | | | | | |

## Demografía
Según el censo de 2010, había 520 116 personas residiendo en Tucsón. La densidad de población era de 884.53 hab./km². De los 520 116 habitantes, Tucsón estaba compuesto por el 69.72 % blancos, el 5 % eran afroamericanos, el 2.72 % eran amerindios, el 2.87 % eran asiáticos, el 0.22 % eran isleños del Pacífico, el 15.23 % eran de otras razas y el 4.23 % pertenecían a dos o más razas. Del total de la población el 41.59 % eran hispanos o latinos de cualquier raza.

## Educación
Distritos escolares de Tucson:
- Distrito Escolar Unificado de Tucson
- Distrito Escolar Unificado Amphitheater (del norte)
- Distrito Escolar Unificado de Flowing Wells (del norte)
- Distrito Escolar Unificado de Sunnyside (del sur)

La principal universidad de la ciudad es la Universidad de Arizona, la cual se estableció en el año 1885, constituyéndose en la segunda Universidad Estatal de Arizona en la clasificación de acuerdo a su matrícula, que es de unos 36 000 estudiantes.
La Biblioteca Pública del Condado de Pima gestiona bibliotecas públicas en Tucsón.

## Personalidades
- Barbara Eden, actriz y cantante
- Lalo Guerrero, compositor y guitarrista chicano
- Caitlin Leverenz, nadadora olímpica
- Sierra Teller Ornelas, guionista y directora de cine
- Martin Spanjers, actor
- José de Urrea, militar mexicano
- Parker Young, actor y modelo
- Hailey Baldwin, modelo
- Linda Ronstadt, cantante

## Ciudades hermanas
- Hermosillo (Sonora, México)
- Ciudad Obregón (Sonora, México)
- Puerto Peñasco (Sonora, México)
- Nogales (Sonora, México)
- Guadalajara (Jalisco, México)
- Los Mochis (Sinaloa, México)